# 川久保勲
川久保 勲（かわくぼ いさを、1941年2月5日 - ）は日本の右翼系の政治活動家、学習塾経営者。

## 略歴
東京都出身。1959年東京都立大森高等学校、1965年東京大学農学部卒業。その後日本ユニシスに勤務。退職後1996年より個別指導学習塾の経営を始める。
2004年の第20回参議院議員通常選挙に、維新政党・新風の候補として神奈川県選挙区から出馬するも、落選する。
稲田朋美や西村真悟を支援している。

## 松井やより講演会に関する事件
2001年7月7日、慰安婦問題に関し昭和天皇有罪論を主張する「日中友好神奈川県婦人連絡会」主催による討論会が開かれた。川久保は同志である西村修平とともにこの集会に参加する。討論会中に上映されたビデオ中の日本兵が強姦したとの台詞に憤りを感じ、川久保らは"反日的"台詞のたびに野次を飛ばした。
ビデオの最後で、「天皇ヒロヒト有罪！」と放送されると、これに激昂した川久保は飲料缶を投げつける。これが相手に命中し怪我を負わせた。その後川久保たちは排除され、その後に予定されていた松井やよりの公演やフリー討論は、“右翼の妨害”という理由で中止された。その後一部始終を写真に収め記録していた主催者側は数日後に川久保らを告訴し、彼らは威力業務妨害罪の容疑で逮捕される。最終的に川久保は、執行猶予つきではあるが、ほぼ求刑通りの有罪判決を受けた。
この事件の取調べにおいて、警察・検察側は、「思想の異なる者が主催する集会に参加するだけで威力業務妨害に当たる」と主張した。当時問題となっていた扶桑社の教科書採択問題との対応の違いに矛盾を感じた西村真悟は、衆議院法務委員会において、当時の法務大臣森山真弓に対しその感想について衆院法務委員会にて質問している。
この事件に関して川久保らは確信犯であり、裁判での認定とは別に、一貫して政治犯であると主張している。川久保は本件犯行（野次を飛ばし飲料缶を投げつけたこと）自体は認めた上で、「国家のために反日活動家を批判したのに、事件の結果のみを法律に当てはめ、肝心な原因に関しては目を向けていない」と主張している。

## 著書（共著）
- （中村粲編）『インドネシア紀行―親日の炎の中へ』（展転社、2001年）ISBN 4886561926